# Крекінг-установка в Онсані
Крекінг-установка в Онсані — нафтохімічне виробництво у південнокорейському місті Онсан на східному узбережжі Корейського півострова.
Починаючи з 1972 року, компанія Korea Petrochemical Industry Co (KPIC, в 2013-му об'єдналась із Honam Petrochemical в концерн Lotte) продукувала в районі порту Ульсан полімери із привізної сировини. В 1991 році вона ввела у Онсані (трохи південніше від Ульсану) установку парового крекінгу, котра станом на другу половину 2000-х мала потужність по основному продукту — етилену — на рівні 470 тисяч тонн на рік.
Сировиною для піролізу слугував газовий бензин, що призводить до виходу значної кількості пропілену та фракції С4. В 2006-му на майданчику запустили установку конверсії олефінів, котра, використовуючи етилен та бутен, продукувала додаткові 110 тисяч тонн пропілену.
А в 2017-му завершили модернізацію, котра довела можливості комплексу до 800 тисяч тонн етилену та 510 тисяч тонн пропілену на рік. Вони споживаються для виробництва 530 тисяч тонн поліетилену високої щільності, 200 тисяч тонн оксиду етилену/етиленгліколю, 210 тисяч тонн етиленвінілацетату та 470 тисяч тонн поліпропілену. Нарощування випуску у другій половині 2010-х також надало можливість експортувати значну кількість етилену.